# Arjironisos
Arjironisos (gr. Αργυρόνησος, dosłownie srebrna wyspa) – bezludna grecka wyspa na Morzu Egejskim położona pomiędzy wyspami Kanatadiką a Eubeą. Zajmuje 0,24 km² powierzchni. Najbardziej widocznym znakiem orientacyjnym wyspy, a zarazem jej jedynym większym budynkiem, jest latarnia morska wybudowana w 1899 roku.
Leży w administracji zdecentralizowanej Tesalia-Grecja Środkowa, w regionie Tesalia, w jednostce regionalnej Magnezja, w gminie Almiros.